# 밀레 디네센
밀레 디네센(덴마크어: Mille Dinesen, 1974년 3월 17일 ~ )은 덴마크의 배우이다.

## 출연 작품
- 해커: 조작된 세계 (2019)
- 더 플루: 감염자들 (2017)
- 스윙어:금지된사랑 (2016)
- 시몬 앤 말루 (2009)
- 세실리 (2007)
- 닌 (2005)